# 日本相扑协会
公益財團法人日本相扑协会（日语：／ Nihonn Sumou Kyoukai）是以举办大相扑赛事，进行相扑竞技指导与普及，保持与相扑有关的传统文化为目的，于1925年设立的基金会。

## 概要
日本相扑协会负责相扑的商业、职业运作，是日本唯一全国规模的相扑团体。通常称为相扑协会。受日本文部科学省體育青少年局競技體育課監督。

## 歷任理事長
以下人士的名稱皆為年寄名號，括號內是現役時期的四股名。如無註明皆為橫綱力士。
1. 廣瀨正德（日语：廣瀬正徳）（1920年－1938年，日本陸軍主計中将 ，非相撲力士）
2. 藤島秀光（常乃花寬市，1944年－1957年）
3. 時津風定次（雙葉山定次，1957年－1968年）
4. 武藏川喜偉（出羽乃花國市，1968年－1974年，前頭）
5. 春日野清隆（栃錦清隆，1968年－1974年）
6. 二子山勝治（若乃花幹士，1988年－1992年）
7. 出羽海智敬（佐田之山晉松，1988年－1992年）
8. 時津風勝男（豐山勝男，1988年－1992年，大關）
9. 北之湖敏滿（2002年－2008年）
10. 武蔵川晃偉（三重乃海剛司，2008年－2010年）
11. 放駒輝門（魁傑將晃，2010年－2012年，大關）
12. 北之湖敏滿（2012年－2015年）
13. 八角信芳（北勝海信芳，2015年－現任）

## 外部連結
- 日本相扑协会 （页面存档备份，存于）